# Berziti
Berziti (starořecky Βερζηται , Verzetai) byl jihoslovanský kmen obývající od 7. století jižní Makedonie od velkých jezer Prespanského a Ochridského až k městu Veles u řeky Vardaru.

## Jméno
Byzantské zdroje používají v souvislostech s kmenem Berzitů jméno Verzetai a jimi obývanou zemi nazývají Verzitia nebo Verzetia  (starořecky Βερζιτία nebo Βερζητία). Někteří badatelé odvozují jeho název od praslovanského základu bŕz- , podle jiných jde o přeměnu řeckého Βελζητία (Velzetia). Je možné, že jméno Brsjaci, kterými někteří historikové  také označují Berzity, zůstalo v etnonymu Brosjaci, označujícím lid obývající oblast od Ochridu a Bitoly přes Prilep, Kičevo a Kruševo až po Veles na dolním Vardaru.
Podle Krysztofa Witczaka se Bavorský geograf, spisek z 9. století, pod jménem Fresiti zmiňuje o nějakém severo- či východoruském odštěpku Berzitů, který zůstal ve svých původních sídlech a nezúčastnil se kmenové migrace na jih.

## Osídlení
Berziti se objevili v Makedonii na počátku 7. století jako součást velkého exodu kmenového svazu Sklavínů na území Byzantské říše a vytlačili místní ilyrské obyvatelstvo do albánských hor. V letech 609–615 osídlili Slované téměř celý Balkánský poloostrov a významnou část Řecka. Kolem roku 615 Berziti spolu se Sagudaty, Rynchiny, Draguvity, Vajuniči a Velegezity zpustošili rozsáhlé oblasti Ilýrie a neúspěšně obléhali Soluň. Berziti obsadili oblasti Vardarské Makedonie včetně pobřeží Prespanského a Ochridského jezera. Na obsazeném území si nevytvořili vlastní politickou entitu, žili v rámci volných kmenových struktur a příležitostně se spojovali do větších kmenových svazů.

## Byzantská protiofenzíva
Protiofenzíva byzantských císařů zabránila další konsolidaci makedonských Slovanů a vytvoření vlastního slovanského státu. Po překonání krize v říši napadl makedonské Slovany roku 658 císař Konstans II. a donutil Berzity uznat její nadvládu. Ostatní slovanské kmeny v Makedonii si podmanil císař Konstantin V. v roce 758. V roce 774 podnikl na území Berzitů výpravu bulharský chán Telerig s úmyslem přesídlit je do své říše, která trpěla vážnou demografickou krizí. Císař Konstantin byl však o bulharských plánech dobře informován a bulharské vojsko  mířící do Makedonie porazil.
Na začátku 9. století upevnila Byzanc svou vládu nad oblastmi obývanými Berzity už natolik, že je mohla začlenit do nově založeného thematu Dyrrhachion a dosadit jim místo jejich kmenového vůdce císařského správce zvaného archon. Dlouhodobé soupeření o kontrolu nad Makedonií nakonec skončilo ve 40. letech 9. století rozdělením sfér vlivu a západní Makedonie se dostala pod bulharskou nadvládu. Z území obývaných Berzity vytvořil chán Presjan nebo jeho nástupce správní oblast Kutmičevica. Postupující christianizace, prováděná ve velkém měřítku učedníky svatého Metoděje Klimentem a Naumem, a příliv slovanského živlu z Bulharska vedly v následujících desetiletích k vymizení samostatného kmene Berzitů.